# Kaskasapakte
Kaskasapakte – szczyt w Górach Skandynawskich. Leży w Szwecji, w regionie Norrbotten.